# Júlio César de Mello e Souza

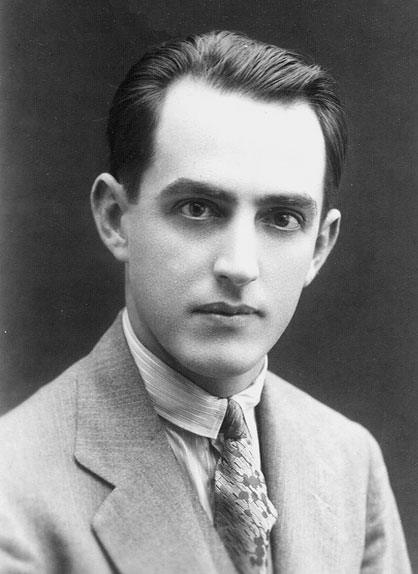
Júlio César de Mello e Souza

Júlio César de Mello e Souza (Rio de Janeiro, 6 mei 1895 – Recife, 18 juni 1974) was een Braziliaans schrijver en wiskundehoogleraar.
Hij is vooral bekend door zijn boeken over recreatieve wiskunde, meestal gepubliceerd onder de pseudoniemen Malba Tahan en Breno de Alencar Bianco. Een biograaf noemde hem "de enige wiskundeleraar die ooit zo bekend als een voetbalspeler werd". Hij schreef 69 boeken met verhalen en 51 boeken over wiskunde en andere onderwerpen. Zijn bekendste werk is De man die kon rekenen, waarvan in 2001 de 54e oplage verscheen.

## Malba Tahan
Malba Tahan, een van Júlio César de Mello e Souza's pseudoniemen, was een fictieve Arabische geleerde. Volgens de toewijding en inleidende hoofdstukken van De man die kon rekenen (ogenschijnlijk geschreven in de maand van de ramadan in het jaar van de Hijrah 1321, die aan november 1903 beantwoorden), was Malba Tahan een ingeborene inwoner van Bagdad, een sharif (een nakomeling van kalief Ali Ibn Abi Talib), en een hajj (een moslim die de bedevaart naar Mekka gemaakt had).
In het jaar van de Hijrah 1255 1839, verhuisde Malba Tahan naar Constantinopel met zijn levenslange vriend Beremiz Samir, de naamgenoot van het boek van Malba De man die kon rekenen.
In andere werken van Júlio César de Mello e Souza wordt de figuur Malba Tahan heel anders gepresenteerd. Tahan wordt geboren op 6 mei 1885 in het dorp van Muzalit, nabij Mekka (misschien moderne Muzahmiyya). Hij leefde 12 jaar in Manchester, Engeland, waar zijn vader een succesvolle koopman was. Nadat zijn vader met pensioen ging, verhuisde de familie naar Caïro waar zij bleven. Malba Tahan studeerde eerst in Caïro en ging nadien naar Constantinopel waar hij zijn studies van sociale wetenschap beëindigde. Zijn eerste literaire werken dateren van deze periode en werden aanwezig gepubliceerd in enkele kranten en tijdschriften. Hij was nog steeds een jonge man wanneer zijn vriend emir Abd El-Azziz Ben Ibrahim hem aanstelde als burgemeester van Medina, een post die hij gedurende enkele jaren uitmuntend vervulde. In 1912 ontving hij, op 27-jarige leeftijd, een grote erfenis van zijn vader, die hem in staat stelde om rond de wereld te reizen, onder meer naar China, Japan, Rusland, India en Europa. Hij stierf in juli 1931 nabij Riyad, waar hij vocht voor de vrijheid van een plaatselijke stam.
Malba Tahan zou in het Arabisch "molenaar van de oase" betekenen. Maar Tahan was eigenlijk de familienaam van een van zijn studenten, Maria Zechsuk Tahan.